# Törekvés SE
Le Törekvés SE est un club hongrois de football basé à Budapest.

## Histoire
Fondé en 1900, le Törekvés SE fait sa première apparition en Nemzeti Bajnokság, le championnat de Budapest, lors de la saison 1903, qu'il termine à la dernière place, sans avoir gagné un seul match. Malgré ce début raté, le club va être un des clubs animateurs du championnat de Budapest jusqu'à la Seconde Guerre mondiale, participant à 22 saisons parmi l'élite. Son palmarès va en revanche rester vierge, que ce soit en championnat ou en Coupe de Hongrie. Sa meilleure performance en championnat est une deuxième place, obtenue lors de la 1916-1917 derrière le MTK Budapest et trois places de troisième (en 1911, 1914 et 1918).
La dernière saison du Törekvés en première division a lieu lors de la 1945-1946, une saison particulière puisqu'elle rassemble 28 clubs et qu'elle sert à établir la répartition entre première et deuxième division pour la saison suivante. Törekvés SE termine dernier de sa poule et quitte de façon définitive l'élite hongroise.

## Palmarès
- Championnat de Hongrie :
  - Vice-champion : 1917

## Grands joueurs
- Ferenc Hirzer